# Bzip2
bzip2是Julian Seward开发并按照自由软件／开源软件协议发布的数据压缩算法及程序。Seward在1996年7月第一次公开发布了bzip2 0.15版，在随后几年中这个压缩工具稳定性得到改善并且日渐流行，Seward在2000年晚些时候发布了1.0版。

## 压缩效率
bzip2比传统的gzip或者ZIP的压缩效率更高，但是压缩速度较慢。从这点来说，非常类似于較新的压缩算法。与RAR或者ZIP等其它不同的是，bzip2只是数据压缩工具，而不是归档工具，在这一点与gzip类似。程序本身不包含用于多个文件、加密或者文档切分的工具，相反按照UNIX的传统需要使用如tar或者GnuPG这样的外部工具。
在有些情况下，按照绝对压缩效率来讲bzip2不如7z和RAR格式。根据摩尔定律的持续效应，计算时间越来越少并且也变得越来越不重要，所以类似的压缩方法变得越来越流行。根据作者的说法，在目前所有已知的压缩算法中，bzip2可以排到百分之十到十五这样最好的一类算法中（PPM），尽管它在压缩速度时大致快两倍，而解压速度有六倍快。
bzip2使用Burrows-Wheeler transform将重复出现的字符序列转换成同样字母的字符串，然后用move-to-front变换进行处理，最后使用哈夫曼编码进行压缩。在bzip2中所有的数据块都是大小一样的纯文本数据块，它们可以用命令行变量进行选择，然后用从π的十进制表示得到的一个任意位序列标识成压缩文本。
起初，bzip2的前一代bzip在数据块排列之后使用算术编码进行压缩，由于软件专利的限制现在已经不再使用算术编码。

## 使用
在Unix系统下，bzip2可以独立使用也可以与tar一起使用。bzip2 file压缩文件，bzip2 -d file.bz2解压文件，解压也可以使用另外一个名字bunzip2。
bzip2的命令行标志大部分与gzip相同，所以，从tar文件解压bzip2压缩的文件可以用：
```
bzcat
 
''
archivefile
''
.tar.bz2
 
|
 
tar
 
-xvf
 
-

```

生成bzip2压缩的tar文件可以使用：
```
tar
 
-cvf
 
-
 
''
filenames
''
 
|
 
bzip2
 
>
 
''
archivefile
''
.tar.bz2

```

GNU tar支持 -j标志，这就可以不经过管道直接生成tar.bz2File:
```
tar
 
-cvjf
 
''
archivefile
''
.tar.bz2
 
''
file-list
''

```

解压GNU tar文件可以使用：
```
 
tar
 
-xvjf
 
''
archivefile
''
.tar.bz2

```